# Henry Philip Wynn
Henry Philip Wynn (nacido el 19 de febrero de 1945) es un estadístico británico. 

## Biografía

### Formación y carrera
Obtuvo una licenciatura en matemáticas de Oxford y un doctorado en estadística matemática del Imperial College de Londres.  Fue nombrado profesor y luego lector en el Imperial College antes de mudarse a la City University de Londres en 1985 como profesor de estadística matemática (y decano de matemáticas de 1987 a 1995).  En City University fue cofundador del Engineering Design Centre. 
Se mudó nuevamente, en 1995, a la Universidad de Warwick como Director fundador de la Risk Initiative and Statistical Consultancy Unit (Iniciativa de Riesgos y la Unidad de Consultoría Estadística).  Actualmente es, desde 2003, profesor de estadística en el Departamento de Estadística de la London School of Economics, donde dirige el Grupo de Apoyo a la Decisión y Riesgo.
Fue presidente fundador de la Red Europea para Estadísticas Empresariales e Industriales (ENBIS) y Coinvestigador en el proyecto financiado por el Consejo de Investigación del Reino Unido que gestiona la incertidumbre en modelos complejos (MUCM).  Es autor de alrededor de 140 artículos publicados y tres libros / monografías.

### Premios y distinciones
Se le concedió en 1982 la Medalla Guy de plata de la Royal Statistical Society y la Medalla George Box de la Red Europea para Estadísticas Empresariales e Industriales (ENBIS), es miembro honorario del Institute of Actuaries y miembro de la Institute of Mathematical Statistics. 

### Presidencia de la Real Sociedad de Estadística
Fue el presidente electo de la Royal Statistical Society en 1977, primer presidente elegido por votación impugnada.  Desde 1834 hasta 1978, los presidentes de RSS siempre fueron nominados y devueltos sin oposición. Sin embargo, en 1978 hubo mucha oposición cuando el Consejo dispuso que Sir Campbell Adamson se presentara en el Consejo, en el entendimiento de que él representaría y se convertiría en Presidente el año siguiente.  Sin embargo, por primera vez en la memoria viva hubo una elección para el Consejo, y Campbell Adamson llegó el último entre 25 candidatos.  (Había 25 candidatos y 24 lugar en el Consejo. Esto resultó de una campaña muy activa por parte de las recién formada Radical Statistics.  A pesar de esto, Campbell Adamson fue elegido para presidente, y Radical Statistics organizó una campaña en su contra.  Aunque Henry Wynn era relativamente desconocido en ese momento, ganó las elecciones y completó su presidencia. 
Ha realizado una amplia gama de investigaciones en estadística teórica y aplicada, centrándose principalmente en modelos de construcción.  Los proyectos con un enfoque biológico incluyen el trabajo en el modelado dinámico en biología (modelos de múltiples cepas). 

## Publicaciones

### Monografías desde el año 2000
- "Dynamical Search" (H.P.Wynn, L Pronzato and A Zhigljavsky), Chapman & Hall/CRC, 2000
- "Algebraic Statistics" (H.P.Wynn, E Riccomagno and G Pistone), Chapman and Hall/CRC, 2001

### Artículos seleccionados
- "The Sequential Generation of D-Optimum Experimental Designs" (Henry P. Wynn), The Annals of Mathematical Statistics (1970) jstor
- "Design and Analysis of Computer Experiments" (Jerome Sacks, William J. Welch, Toby J. Mitchell and Henry P. Wynn). Statistical Science (1989) jstor